# Перемишльський повіт
Перемишльський повіт (пол. powiat przemyski) — один з 21 земських повітів Підкарпатського воєводства Польщі.
Утворений 1 січня 1999 року внаслідок адміністративної реформи.

## Загальні дані
Повіт знаходиться у східній частині воєводства, межує з Україною.
Адміністративний центр — місто Перемишль (не входить до складу повіту).
Станом на 1.01.2008 населення становить 71 078 осіб, площа 1213,64 км².

## Гміни
- Бірча
- Дубецько
- Журавиця
- Красічин
- Кривча
- Медика
- Орли
- Перемишль
- Стубно
- Фредрополь

## Демографія
Демографічні дані повіту станом на 30.06.2005:
|       | Всього | Всього | Жінки  | Жінки | Чоловіки | Чоловіки |
| ----- | ------ | ------ | ------ | ----- | -------- | -------- |
|       | осіб   | %      | осіб   | %     | осіб     | %        |
| Повіт | 71 167 | 100    | 35 592 | 50    | 35 575   | 50       |
| Міста | 0      | 100    | 0      | 0     | 0        | 0        |
| Села  | 71 167 | 100    | 35 592 | 50    | 35 575   | 50       |

## Історія
9 вересня 1944 року в Любліні за вказівкою верховної радянської влади було укладено угоду між Польським комітет національного визволення та урядом УРСР, що передбачала польсько-український обмін населенням. З 15 жовтня 1944 по серпень 1946 року в Україну з Перемишльського повіту було депортовано 64 831 особа (з 65 495 взятих на облік до виселення).
У квітні-травні 1947 року під час операції «Вісла» польська армія виселила з Перемишльського повіту на приєднані до Польщі північно-західні терени 20 797 українців. Залишилося 1889 невиселених українців, які також підлягали виселенню.

## Відомі люди
- Борецький Олексій Васильович — канцелярист Генерального суду, писар Лаврської друкарні.
- Піпський Григорій — учасник бою під Крутами.